# ذوقی تونی
مولانا محمد امین ذوقی تونی معروف به ذوقی تونی یکی از مشهورترین شاعران قرن دهم است که در تون (فردوس امروزی) به دنیا آمد.
محمود هدایت در گلزار جاویدان برگ ۵۲۵، ذوقی را اینگونه معرفی می‌کند: نامش محمد امین، شاگرد میرزاجان شیرازی است. سال‌ها در کاشان به سر می‌برد. خراسان و عراق را هم سیاحت کرده و عاقبت در سنه ۹۶۹ ه. ق در لاهیجان به عالم دیگر شتافت. در تذکره منتخب‌الطایف تألیف رحم علیخان در برگ ۱۸۴ این‌گونه از او یاد می‌کند: ذوقی تونی معاصر شاه طهماسب صفوی و بوده مثنوی ناز و نیاز تصنیف اوست. سعید نفیسی نیز در تاریخ نظم و نثر در ایران می‌نویسد: ذوقی تونی معاصر شاه طهماسب اول بوده و در سال ۹۷۵ ه. ق درگذشته است. از دیگر افرادی که از ذوقی یاد کرده امین احمد رازی است که در جلد دوم هفت اقلیم از او چنین می‌گوید: شاعری با ذوق بود و شعر او در غایت عذوبت می‌گفته است. این بیت از اوست:
| همنشینم به خیال تو و آسوده دلم |  | کین وصالی است که اندر دل او هجران نیست |

## آثار
- مثنوی ناز و نیاز

## نمونه شعر
| یارب این درد چه دردی است که درمانش نیست |  | این چه اندوه ملالیست که پایانش نیست |

| اندکی پیش تو گفتم غم دل ترسیدم |  | که دل‌آزرده شوی ورنه سخن بسیار است |

| به وقت جدایی مهربان‌تر ساخت دورانش |  | که خواهد بیشتر سوزد مرا از داغ هجرانش |